# Saudia Flight 163

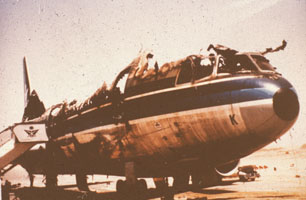
Flygplanet efter branden

Saudia Flight 163 var ett reguljärt passagerarflyg från flygbolaget Saudia som fattade eld efter start från Riyadhs internationella flygplats (numera Riyadh Air Base) på en flygning till Jidda, Saudiarabien tisdagen den 19 augusti 1980. Alla 287 passagerare och 14 besättningsmedlemmar ombord på flygplanet, en Lockheed L-1011-200 TriStar, dog efter att flygplanet gjort en nödlandning tillbaka till Riyadhs flygplats. Inget försök gjordes att nödutrymma planet, vilket kan ha förhindrats av att planet fortfarande var trycksatt efter landningen. Normalt öppnas automatiskt en ventil i bakkroppen efter landning och släpper ut luft så att det blir samma lufttryck i planet som utanför. Om inte detta sker trycks dörrar och nödutgångar fast i dörr- och nödöppningar med stor kraft och omöjliggör att de kan öppnas med handkraft.
Vid tidpunkten för olyckan var detta det näst dödligaste flygplanshaveriet någonsin, efter Turkish Airlines Flight 981. Det var också det tredje dödligaste flygplanshaveriet, efter flygolyckan på Teneriffa 1977 och Turkish Airlines Flight 981. Det var också den högsta dödssiffran i någon flygolycka någonsin i Saudiarabien och den högsta dödssiffran någonsin i någon flygolycka med en Lockheed L-1011.

## Olyckan
Efter att planet hade lyft från Riyadh utlöstes brandlarm i lastrummet. Piloterna visste inte hur de skulle hantera larmen. Då kom en kabinpersonal in i cockpiten, och sade att tjock rök började komma in i kabinen. Då vände de tillbaka till Riyadh, där det stod brandbilar beredda. Efter landningen svängde planet av landningsbanan och brann sedan upp. Brandorsaken är fortfarande okänd.